# Jorge Hugo Fernández
Jorge Hugo Fernández (Buenos Aires, Argentina, 24 de febrero de 1942) es un exfutbolista argentino, apodado «La Chancha», su posición era volante.

## Biografía

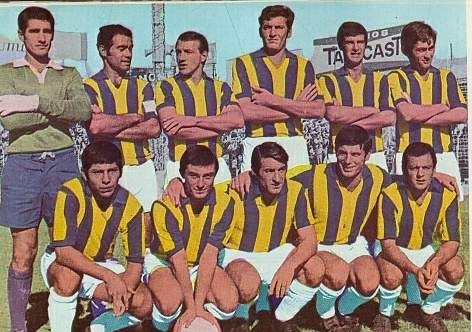
Jorge Hugo Fernández, tercero abajo, integrando el plantel de Atlanta.

Empezó su carrera en las inferiores de River Plate, de donde fue transferido a Atlanta en 1962. Pasó a Boca Juniors en 1968 donde pasó sin brillo, de ahí volvió a Atlanta en 1969, para luego ser contratado por el Atlético Nacional de Medellín, donde fue figura principal desde 1970 a 1973. Debutó el 5 de abril de 1970, frente al Deportivo Pereira en el triunfo de Nacional 3-2. Además fue campeón del Fútbol Profesional Colombiano en 1973, jugó 157 partidos y convirtió 45 goles. Una grave lesión causada lo marginó del fútbol entre octubre de 1972 y marzo de 1973. Ese mismo año dejó el equipo para retirarse. Después de su retiro puso un puesto de revistas en Buenos Aires, el cual está ubicado en el cruce de la Avenida Asamblea y la Calle Curapaligüe, en el Parque Chacabuco.

### Selección nacional
Ha sido jugador de la selección de fútbol de Argentina, con la cual jugó la Copa América de 1963. Jugó 3 partidos y marcó un gol.

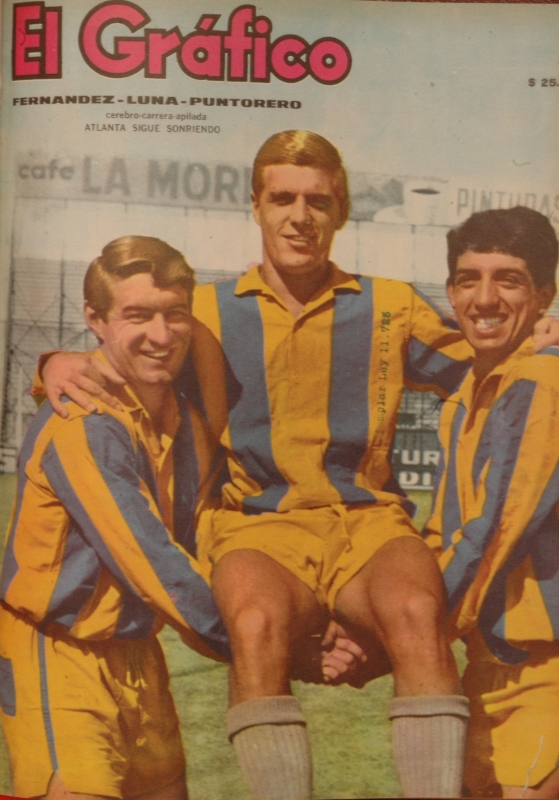
Jorge Hugo Fernández en la portada de El Gráfico en 1965 a la izquierda, con Luna y Puntorero.

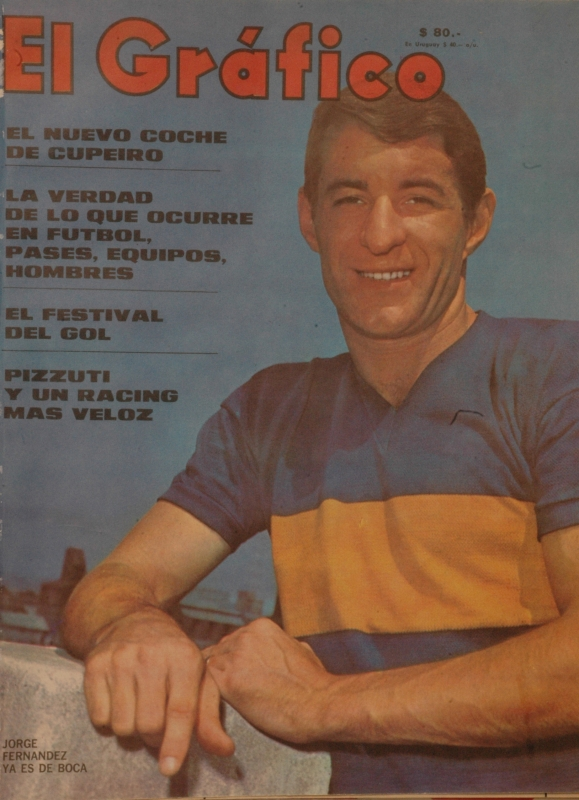
Su paso a Boca Juniors en 1968.

## Clubes
| Club              | País      | Año  |
| ----------------- | --------- | ---- |
| Atlanta           | Argentina | 1962 |
| Boca Juniors      | Argentina | 1968 |
| Atlanta           | Argentina | 1969 |
| Atlético Nacional | Colombia  | 1970 |

## Palmarés

### Campeonatos nacionales
| Título              | Club              | País     | Año  |
| ------------------- | ----------------- | -------- | ---- |
| Categoría Primera A | Atlético Nacional | Colombia | 1973 |